# МО Беджая
Мулудія Олімпік Беджая або просто «МО Беджая» (араб. مولودية أولمبي بجاية) — професіональний алжирський футбольний клуб з міста Беджая, який виступає в Алжирській Професіональній Лізі 1.

## Історія
Клуб було засновано в 1954 році, протягом 59 років команда виступала в нижчих дивізіонах алжирського чемпіонату. 
У 2010 році до алжирського футбольного законодавства було внесено норму, за якою команда-претендент на отримання професійного статусу для виступів у першому або другому дивізіоні національного чемпіонату зобов'язана була створити SPA (Акціонерне товариство).
У сезоні 2011/12 років команда стала третьою учасницею Другої Професіональної Ліги Алжиру. А за підсумками сезону отримала право дебютувати у вищому дивізіоні національного чемпіонату, вперше у своїй історії, це сталося 30 квітня 2013 року. А 3 травня 2013 року «МО Беджая» на стадіоні «Магрибський союз» з рахунком 1:0 переміг чемпіона другого дивізіону, клуб КРБАФ. За підсумками чемпіонату МОБ посів 3-тє місце.
У своєму дебютному сезоні (2013/14) у вищому дивізіоні команді довелося докласти величезних зусиль, щоб посісти 11-те підсумкове та залишитися у Першій Професіональній Лізі Алжиру.
У 2015 році «МО Беджая» доягає одного з найбільшого успіхів у власній історії, у травні в фінальному поєдинку кубку Алжиру МОБ з рїунком 1:0 переміг РК Арбаа. Проте й у національному чемпіонаті команда також виступила дуже вдало, посівши високе підсумкове 2-ге місце.

## Досягнення

### Національні
- Перша Професіональна Ліга
  -  Срібний призер (1): 2015

- Аматорська Національна Футбольна Ліга (Група Центр-Схід)
  -  Чемпіон (1): 2010/11

- Кубок Алжиру
  -  Володар (1): 2015

- Суперкубок Алжиру
  -  Фіналіст (1): 2015

### Африканські турніри
- Кубок конфедерації КАФ
  -  Фіналіст (1): 2016

## Стадіон
Стадіон «Магрибський союз» є основною домашньою футбольною ареною клубу. Після останніх успіхів став для клубу справжнім символом та талісманом.

## Статистика виступів на континентальних турнірах
| Сезон | Турнір             | Раунд      | Країна   | Клуб         | Вдома | На виїзді | Загалом |
| ----- | ------------------ | ---------- | -------- | ------------ | ----- | --------- | ------- |
| 2016  | Ліга чемпіонів     | Попередній | Гана     | Ашанті Голд  | 3–1   | 0–1       | 3–2     |
| 2016  | Ліга чемпіонів     | 1          | Туніс    | Клуб Африкен | 2–0   | 0–1       | 2–1     |
| 2016  | Ліга чемпіонів     | 2          | Єгипет   | Замалек      | 1–1   | 0–2       | 1–3     |
| 2016  | Кубок конфедерації | плей-оф    | Туніс    | Есперанс     | 0–0   | 1–1       | 1–1     |
| 2016  | Кубок конфедерації | Група A    | Танзанія | Янг Африканс | 1–0   | 0–1       | 1–1     |
| 2016  | Кубок конфедерації | Група A    | Гана     | Медеама      | 1–0   | 0–0       | 1–0     |
| 2016  | Кубок конфедерації | Група A    | ДР Конго | ТП Мазембе   | 0–0   | 0–1       | 0–1     |
| 2016  | Кубок конфедерації | 1/2        | Марокко  | ФУС (Рабат)  |       |           |         |

## Принципові протистояння
Найпринциповішим є протистояння між МО Беджая та ЖСМ Беджая. В цьому протиятоянні МОБ змагається з іншим представником міста Беджая, ЖСМ, ці матчі завжди проходять у безкомпромісній та принциповій боротьбі.
Принципові протистояння завжди збирають повний стадіон «Магрибський союз». Перший матч між цими двома суперниками було зіграно ще у сезоні 1954/55 років на старому стадіоні «Салах-Беналлуш», який завершився нульовою нічиєю.
В 2013 році відбулося перше дербі регіону Кабілія між МОБ та ЖС Кабілія, незважаючи на принциповість матчів між цими суперниками, уболівальники обох клубів між собою підтримують дружні стосунки.

## Склад команди
Станом на 15 січня 2017.

| №  | Поз. | Нац.  | Гравець           |
| -- | ---- | ----- | ----------------- |
| 1  | ВР   | Алжир | Амара Даїф        |
| 3  | ЗХ   | Алжир | Салім Беналі      |
| 4  | ПЗ   | Алжир | Ісмаїл Бентаєб    |
| 5  | ПЗ   | Алжир | Нассім Бушема     |
| 6  | ПЗ   | Алжир | Малік Ферхат      |
| 7  | НП   | Алжир | Ахмед Мессадія    |
| 8  | ПЗ   | Алжир | Фаузі Рахал       |
| 9  | НП   | Алжир | Хамза Булемдаїс   |
| 10 | НП   | Алжир | Фаузі Яя          |
| 11 | НП   | Алжир | Ісмаїл Белькасемі |
| 13 | ЗХ   | Алжир | Закарія Беншеріфа |
| 14 | ЗХ   | Алжир | Софіан Хадір      |

| №  | Поз. | Нац.  | Гравець             |
| -- | ---- | ----- | ------------------- |
| 15 | ПЗ   | Малі  | Сумайла Сідібе      |
| 16 | ВР   | Алжир | Шамседдін Рахмані   |
| 17 | ЗХ   | Алжир | Яніс Мулі           |
| 18 | ПЗ   | Алжир | Мохамед Ясін Атмані |
| 19 | ПЗ   | Алжир | Антар Бушеріт       |
| 21 | ЗХ   | Алжир | Аділ Лахдарі        |
| 23 | ЗХ   | Алжир | Софіан Буалі        |
| 25 | ЗХ   | Алжир | Фарід Шеклам        |
| 27 | ЗХ   | Алжир | Амар Бенмелука      |
| 28 | ЗХ   | Алжир | Ясін Салхі          |
| 29 | ПЗ   | Алжир | Камель Єслі         |
| 30 | ВР   | Алжир | Аммар Хамзауї       |

### Гравці з подвійним громадянством
- Захір Зербаб

## Відомі гравці
До списку потрапили гравці, які виклаикалися до складу своїх національних збірних (станом на вересень 2016 року).
| - Ясін Амауш - Рашид Амран - Алі Бендебкла - Рабе Беншергуї - Нассім Бунекджа - Саїд Буталеб - Фоділ Доб - Хосін Фенер - Тарек Гул - Нассім Хамлауї | - Самір Кербуш - Гуті Лукілі - Сліман Улд Мата - Саад Теджар - Захір Зербаб - Морган Беторангал - Івон Райоаріманана - Сумаїла Сідібе - Умар Н'Діає - Мохаммед Вілльям Н'Доє |

## Відомі тренери
- Джаафар Харуні (вересень 2003–грудень 2003)
- Абдельхамід Азеруал (грудень 2003–березень 2004)
- Нуреддін Сааді (липень 2005–червень 2006)
- Дан Ангелеску (липень 2007-грудень 2007)
- Хамід Рахмуні (1 липня 2011–21 вересня 2013)
- Фаузі Муссуні (в.о.) (22 вересня 2013 – 27 вересня 2013)
- Абделькадер Амрані (вересень 2013–червень 2015)
- Ален Гейгер (червень 2015–вересень 2015)
- Абделькадер Амрані (вересень 2015–травень 2016)
- Насер Санджак (червень 2016–)